# Лукашин, Сергей Лукьянович
Сергей Лукьянович Лукашин (Саркис Лусенгенович Срапионян) (12 января 1885 — 1937) — большевик, советский государственный и партийный деятель. Первый секретарь ЦК Компартии Армении, Председатель Совнаркома Армянской ССР.

## Биография
Саркис Лусенгенович (Сергей Лукьянович) Срапионян родился в 1885 году в Нахичевани-на-Дону. Псевдоним «Лукашин» был взят им в честь героя местного фольклора — терского казака Кирилла Лукашина. Закончил Нахичеванскую-на-Дону армянскую семинарию, затем Бакинскую гимназию. Учился Лукашин на юридическом факультете Петербургского университета и одновременно на экономическом отделении Петербургского политехнического института. Учёба в Петербурге сочеталась с агитационно-пропагандистской работой. За революционную деятельность был арестован, на время эмигрирует за границу. Через год возвращается в Петербург, оканчивает университет, а затем и политехнический институт, получив высшее юридическое и экономическое образование
В 1905 году вступил в РСДРП, большевик.
В дни Февральской революции 1917 был избран председателем военного комитета. Весной 1918 I съезд Советов Дона избрал его в состав Центрального исполнительного комитета Советов рабочих, крестьянских и казачьих депутатов Донской республики от фракции большевиков (ГАРО, ф. Р-4071, оп. 1, д. 10, л. 58 об). Также он стал комиссаром юстиции Донского Совнаркома. После наступления сил контрреволюции эвакуация всех ценностей и финансов Донской республики была поручена С. Л. Лукашину. Работал в организованном ЦК РКП(б) в Курске Донском бюро РКП(б), затем Лукашина направляют на работу в ВЧК в Москву. По просьбе Донбюро в начале 1919 года С. Л. Лукашин снова был направлен на Южный фронт.
Весной 1920 года Лукашин назначен на руководящую работу в Донской комитет РКП(б), одновременно был избран членом президиума Ростово-Нахичеванского городского Совета рабочих, крестьянских и красноармейских депутатов, а затем Донского областного исполкома. В его ведении находились вопросы коммунального хозяйства, а затем за ним, как за членом президиума, закрепляются земельный, финансовый отделы и отдел народного образования (ГАРО, ф. Р-1817, оп. 2, д. 4, л. 1, 8).
С 21 апреля 1921 по 29 апреля 1922 секретарь ЦК КП Армении. С мая 1921 по февраль 1922 — председатель Ревкома Армении, одновременно в 1921 году председатель Совнархоза Армянской ССР. C 21 мая 1922 по 24 июня 1925 — председатель СНК Армянской ССР. С 26 мая по 21 ноября 1925 — член Реввоенсовета СССР.
Когда Лукашин занял пост председателя Совнаркома, страна пребывала в тяжёлом положении: экономика была практически полностью атрофирована. Первым делом Лукашина было восстановление экономики и задействование производственных предприятий. Поскольку производство без энергоресурсов работать не могло, Лукашин инициировал создание энергетической базы Армении: в 1923 году начали строиться гидроэлектростанции. Первой из них была Ереванская ГЭС, построенная на реке Раздан; строительство было завершено в 1926 году, — Лукашин к тому времени уже не был главой правительства.
В период премьерства С. Л. Лукашина продолжалась иммиграция, начало которой было положено во время деятельности Мясникяна. В основном, на историческую родину переселялись армяне из Месопотамии и с Ближнего Востока.
С мая 1925 член Президиума ЦИК СССР. В 1925—1927 — кандидат в члены ЦК ВКП(б).
В 1925—1928 — заместитель председателя СНК ЗСФСР, одновременно в 1925—1927 — председатель ВСНХ ЗСФСР, а в 1927—1928 — председатель Закавказской краевой контрольной комиссии ВКП(б) — народный комиссар рабоче-крестьянской инспекции ЗСФСР.
В 1928—1930 — председатель Строительной комиссии при Совете Труда и Обороны СССР. В 1930—1932 — начальник Союзстроя, член Президиума ВСНХ СССР. В 1932—1934 — управляющий Всесоюзным объединением «Центрсоюзстрой» Наркомата тяжёлой промышленности СССР. В 1935—1937 — начальник Главного управления строительных материалов Наркомата тяжёлой промышленности СССР. С мая 1937 — управляющий трестом «Союзцемент».
В 1936 году награждён орденом Трудового Красного Знамени — за хорошее руководство строительством, перевыполнение плана строительных работ и производства строительных материалов и за высокую стахановскую производительность труда рабочих-строителей.
Летом 1937 года арестован. Расстрелян. Посмертно реабилитирован.

## Память
Его именем названы:
- Лукашин — город в Армении, марз Ереван.
- Лукашин — село в Армении, марз Армавир.
- Улиц Лукашина — главная улица с. Крым
- Колхоз Лукашин
- Средняя школа им. Лукашина